# Bombycidendron campylosiphon
Bombycidendron campylosiphon là một loài thực vật có hoa trong họ Cẩm quỳ. Loài này được (Turcz.) Warb. mô tả khoa học đầu tiên năm 1904.